# Linka RER E

RER E je označení nejmladší z pěti tras příměstské železnice RER v Paříži a regionu Île-de-France. V systému MHD je značena fialovou barvou. Spojuje čtvrť La Défense s centrem Paříže a východní oblastí Île-de-France. Až do svého otevření byla linka více známá pod názvem projektu Éole (Est-Ouest liaison express - Expresní spojení východ-západ). Linka byla otevřena 12. července 1999 po sedmi letech náročných pracích, neboť bylo třeba vyhloubit tunel pod Paříží. Trasa je dlouhá 60 km, má 25 stanic a ročně přepraví 60 miliónů cestujících, což ji v rámci RER řadí na poslední místo. Linku provozuje společnost SNCF.

## Historie
13. října 1989 premiér Michel Rocard oznámil realizaci projektů Éole a Meteor. 4. května 1995 byl dokončen severní tunel a v listopadu 1996 skončila stavba jižního tunelu. 17. ledna 1999 byl tunel pod Paříží zapojen do elektrického napětí. 12. července 1999 proběhlo slavnostní otevření linky a 14. července byl do provozu uveden úsek Haussmann - Saint-Lazare — Chelles - Gournay. 30. srpna téhož roku byl zahájen provoz na druhé větvi do Villiers-sur-Marne - Le Plessis-Trévise. 14. prosince 2003 byla linka prodloužena z Villiers-sur-Marne do Tournan. 6. května 2024 byl zahájen provoz v novém tunelu pod Paříží, který propojuje bývalou stanici Haussmann – Saint-Lazare s novou konečnou Nanterre-La Folie ve čtvrti La Défense.

## Charakteristika
Západní konečná linky RER E Nanterre-La Folie, označená jako E1, leží poblíž La Défense ve městě Nanterre. Bezprostředně za touto stanicí se trať noří do tunelu, ve kterém se nacházejí stanice La Défense, Neuilly - Porte Maillot, Haussmann - Saint-Lazare (poblíž Opery) a Magenta (poblíž nádraží Gare du Nord a Gare de l'Est). Před stanicí Rosa Parks trať vyjíždí na povrch a pokračuje dál na východ. Východně od Paříže se linka dělí na dvě větve - kratší E2 končící v Chelles-Gournay a delší E4 vedoucí do Tournan jihovýchodně od Paříže. 

Plán linky RER E

## Další rozvoj
Největším současným projektem v síti RER je prodloužení linky E ze stávající konečné Nanterre-La Folie dále na západ do města Mantes-la-Jolie. Prodloužení se buduje jednak kvůli posílení vytížené RER A a také kvůli značně přetíženému nádraží Paris-St-Lazare.
První etapa tohoto projektu zahrnovala ražbu nového tunelu a výstavbu stanic Neuilly - Porte Maillot, La Défense a Nanterre-La Folie, která se stala novou konečnou stanicí pro spoje přijíždějící z východu. K zahájení provozu na tomto úseku došlo na začátku května 2024. Součástí druhé etapy, která má termín dokončení v roce 2026, je modernizace trati, výstavba nového mostu přes Seinu a úprava některých stanic mezi Nanterre-La Folie a Mantes-la-Jolie.
Stanice Nanterre-La Folie zůstane konečnou pro vlaky přijíždějící z východu (Chelles - Gournay/Tournan) i po dokončení druhé etapy, naopak spoje z Mantes-la-Jolie ukončí svou jízdu ve stanici Magenta. Díky tomuto systému nebude docházet k přenášení případných provozních nepravidelností z východní části linky na západní a obráceně. Zároveň bude zajištěno přímé spojení ze všech předměstí na trase i z La Défense do všech důležitých stanic v Paříži. Na trati do Mantes-la-Jolie nahradí prodloužená linka RER E jednu z větví příměstských vlaků Transilien J vyjíždějících z nádraží Saint-Lazare.

RER E po roce 2026

## Vozový park
Od počátků provozu až do současnosti na lince jezdí pětivozové patrové jednotky řady Z 22500, což je upravená verze jednotek MI 2N používaných na lince RER A. Na konci roku 2015 se k nim přidaly osmivozové jednotky řady Z 50000 ve Francii známé pod obchodním názvem Francilien. V druhé polovině roku 2020 začalo testování nových jednotek RER NG vyráběných společnostmi Alstom a Bombardier, které jsou určeny pro linky RER D a E.

## Názvy vlaků
Vlaky RER nemají čísla, ale jsou rozlišovány jmény, skládajícími se ze čtyř písmen. Každá konečná stanice má přiřazené vlastní písmeno, kterým začíná název vlaku. Rozlišení jednotlivých stanic je následující:
první písmeno (konečná stanice)
- B = Roissy-en-Brie (BOTA)
- C = Chelles-Gournay (CISI, COHI, CUSI)
- D = Nogent-Le Perreux (DOHA)
- E = Émerainville - Pontault-Combault (EAVA, EOHA)
- G = Gagny (GISI)
- G = Gretz-Armainvilliers (GAVA, GOHA)
- H = Haussmann - Saint-Lazare (HAVA, HISI, HIVA, HOCI, HONY, HOTA, HOVA)
- N = Magenta ; (NOHY, NUSI)
- S = Noisy-le-Sec ; (SOHA)
- T = Tournan ; (TAVA, TIVA, TOBA, TOHA, TOVA)
- V = Villiers-sur-Marne - Le Plessis-Trévise (VOHA, VOTA)

druhé písmeno (druh vlaku)
- A = bez zastávky v úseku Magenta ↔ Noisy-le-Sec ↔ Val de Fontenay ↔ Villiers, poté jako osobní vlak
- I = bez zastávky v úseku Magenta ↔ Val de Fontenay ↔ Villiers, poté jako osobní vlak nebo bez zastávky v úseku Magenta ↔ Noisy-le-Sec, poté jako osobní vlak do Chelles
- O = osobní vlak, staví ve všech zastávkách
- U = odjezd ze zastávky Magenta, přímý do Noisy-le-Sec, poté jako osobní vlak do Chelles

třetí písmeno (místo odjezdu)
- C = Chelles-Gournay
- H = Haussmann - Saint-Lazare
- N = Magenta (kromě přímých spojení do Noisy-le-Sec) do Chelles
- T = Villiers-sur-Marne a Tournan (v běžném provozu); Nogent-Le Perreux, Émerainville - Pontault-Combault, Gretz-Armainvilliers (při výlukách)
- S = osobní vlak odjíždějící z Noisy-le-Sec
- V = osobní vlak odjíždějící z Villiers-sur-Marne

čtvrté písmeno (druh linky)
- A = vlak jezdící na větvi Tournan (E4)
- I = vlak jezdící na větvi Chelles (E2)
- Y = vlak jezdící pouze po místní dráze

Příklady
- VOHA = V směr Villiers, O osobní vlak, H vyjíždí ze stanice Haussmann, A jede po větvi Tournan (E4)
- CISI = C směr Chelles, I nestaví v Pantin, S osobní vlak odjíždějící z Noisy-le-Sec, I jede po větvi Chelles (E2)
- TOVA = T směr Tournan, O osobní vlak, V osobní vlak odjíždějící z Villiers-sur-Marne, A jede po větvi Tournan (E4)

## Galerie

Logo RER E podle standardů Île-de-France Mobilités
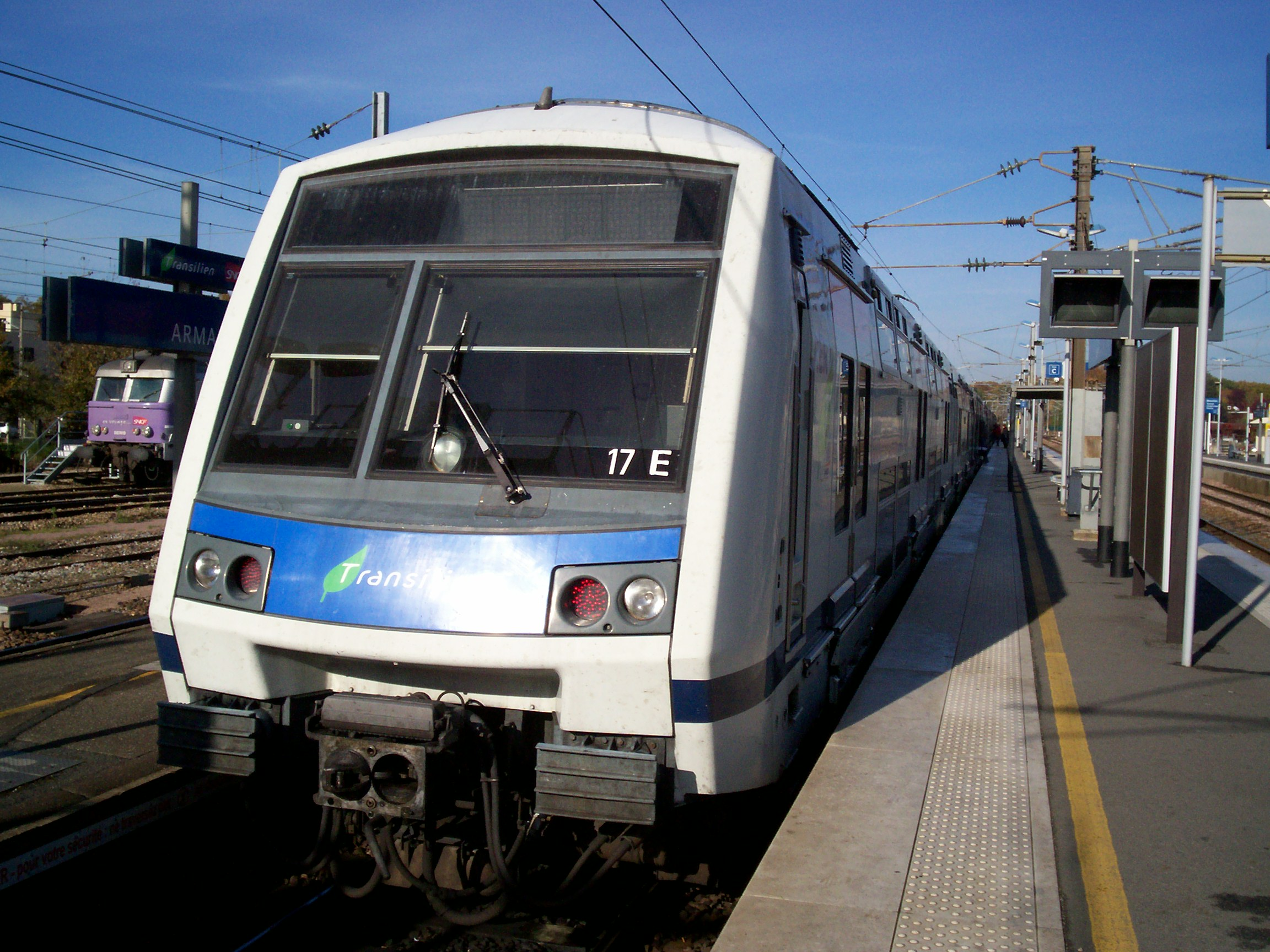
Patrová jednotka Z 22500
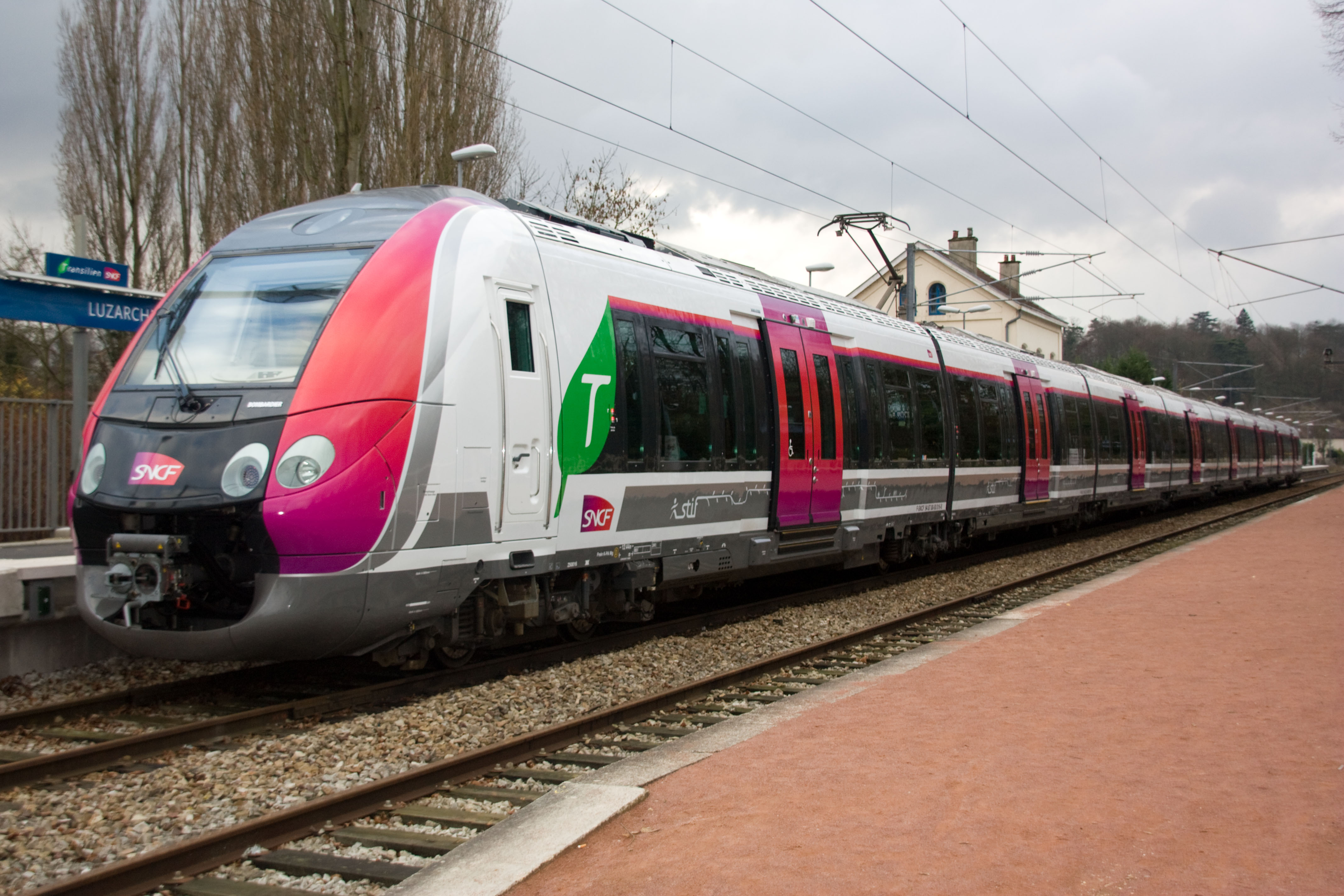
Jednotka Z50000 Francilien
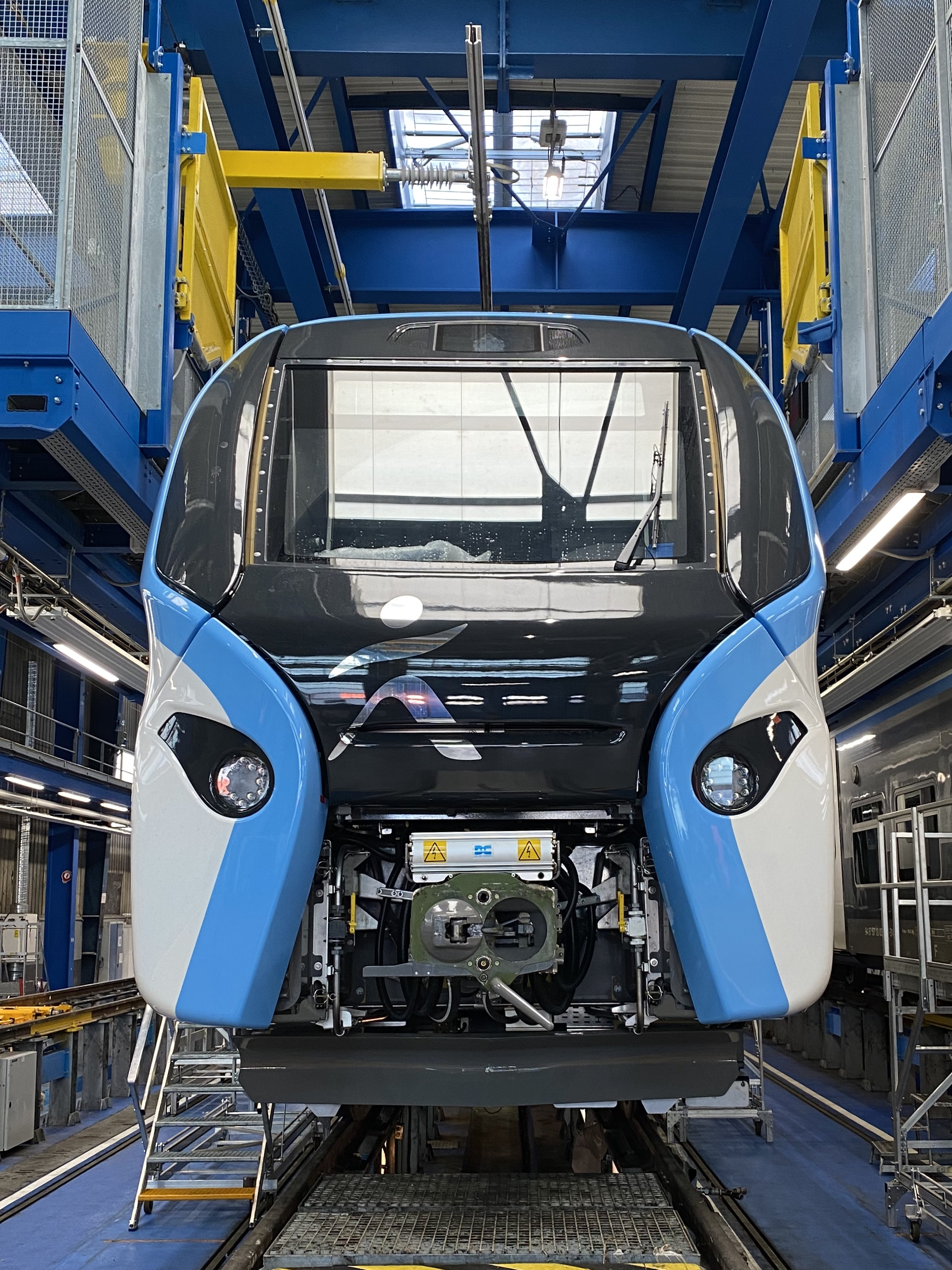
Nová jednotka RER NG
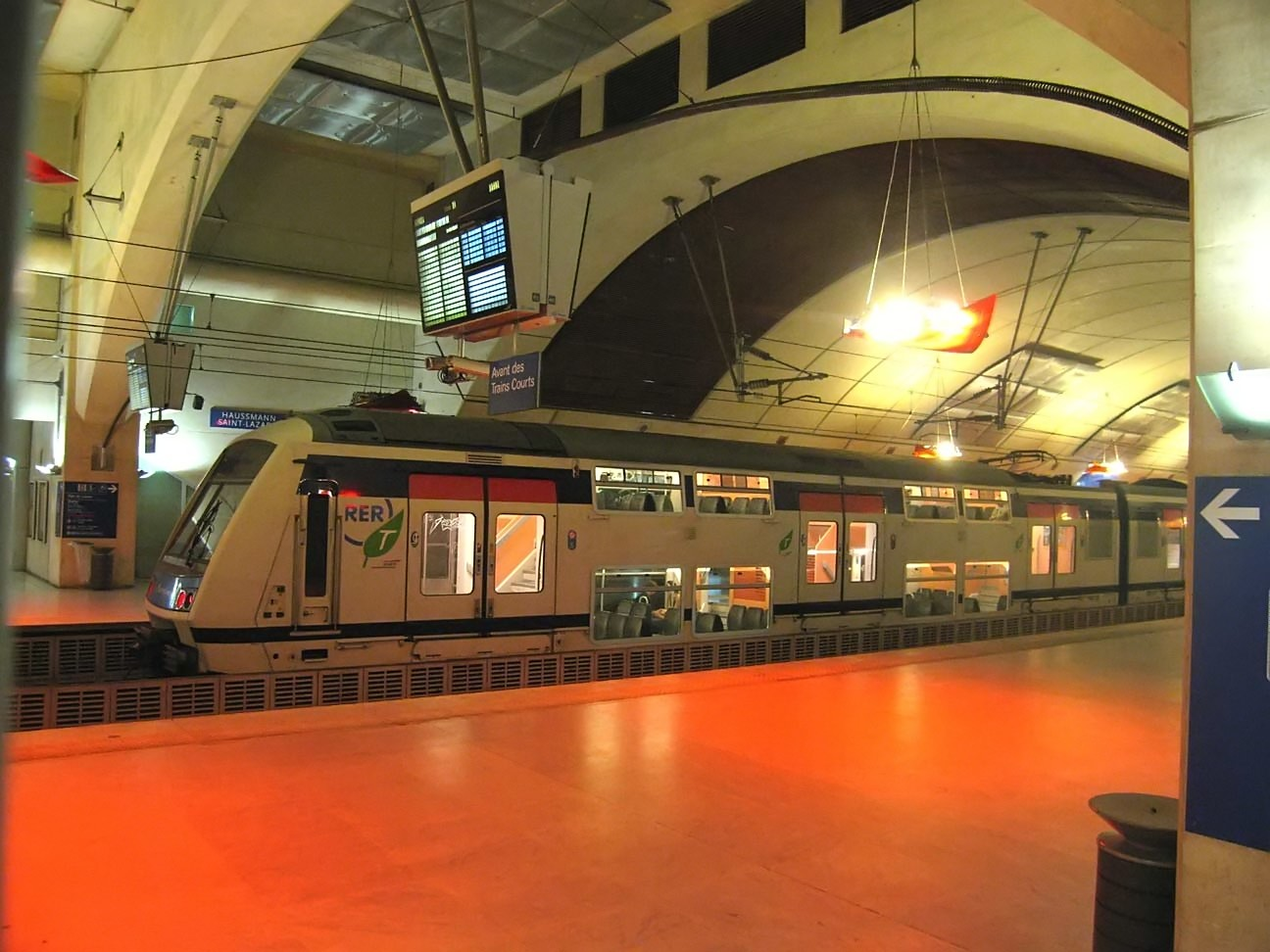
Stanice Haussmann – Saint-Lazare
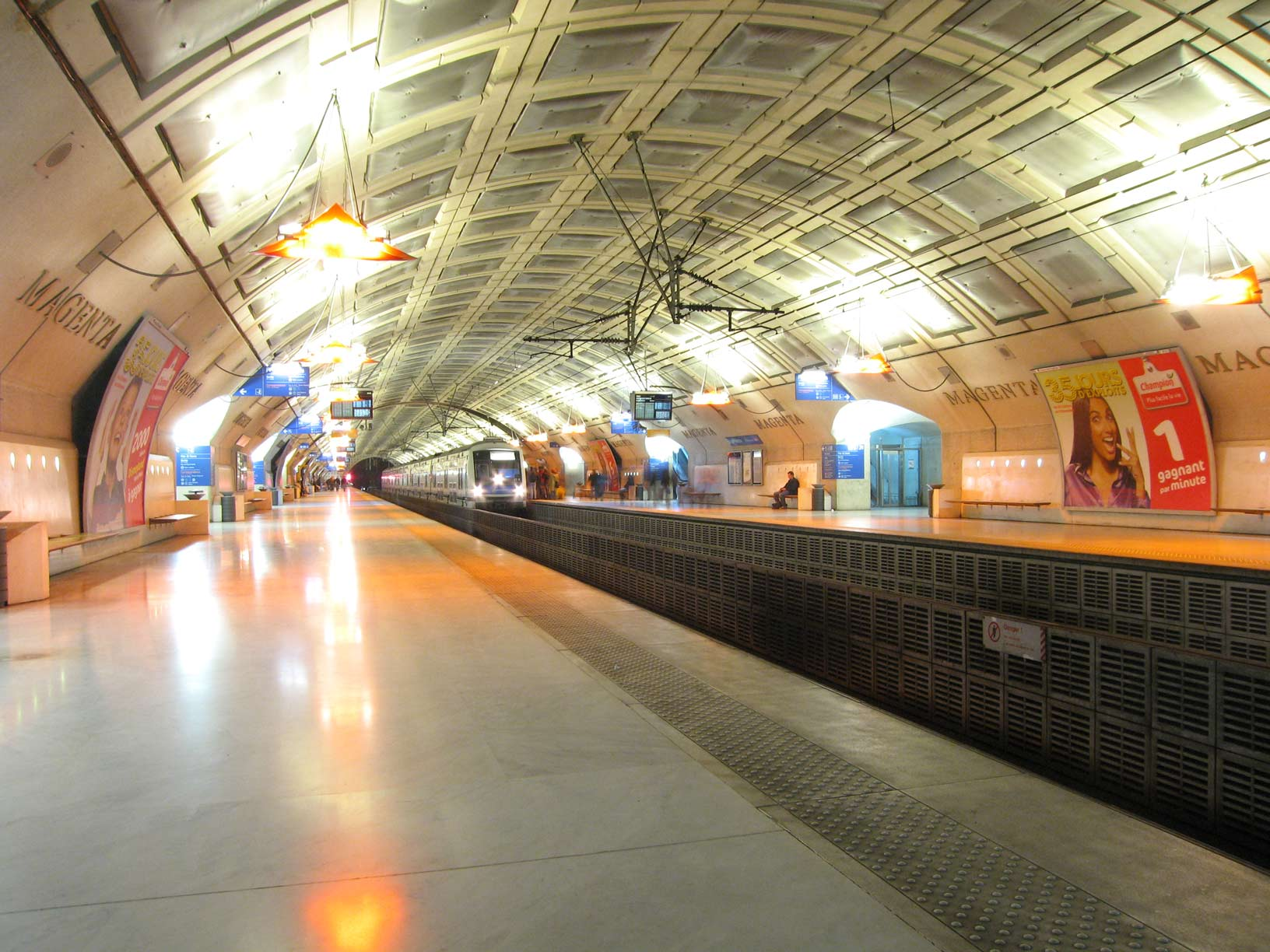
Stanice Magenta
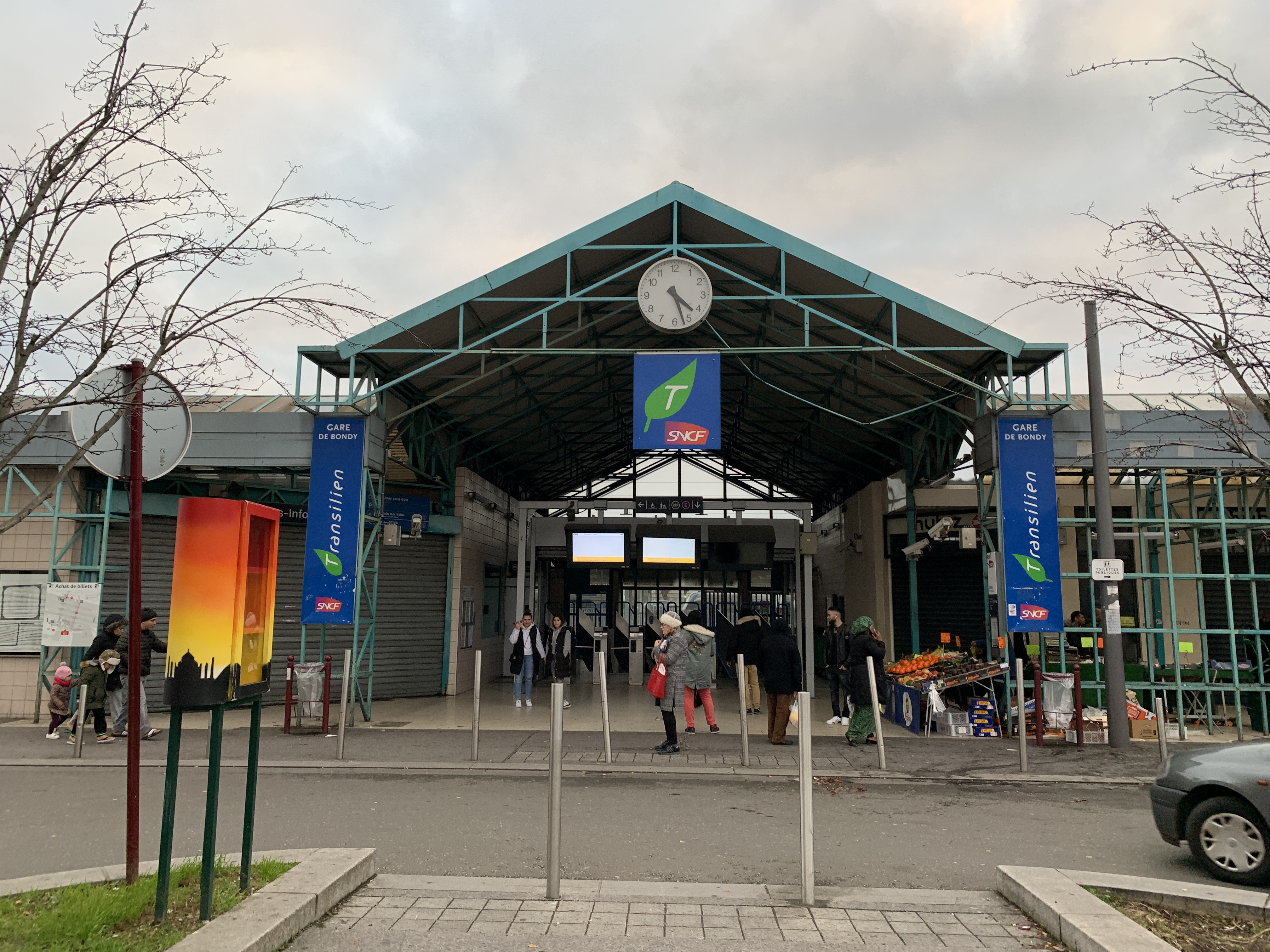
Stanice Bondy
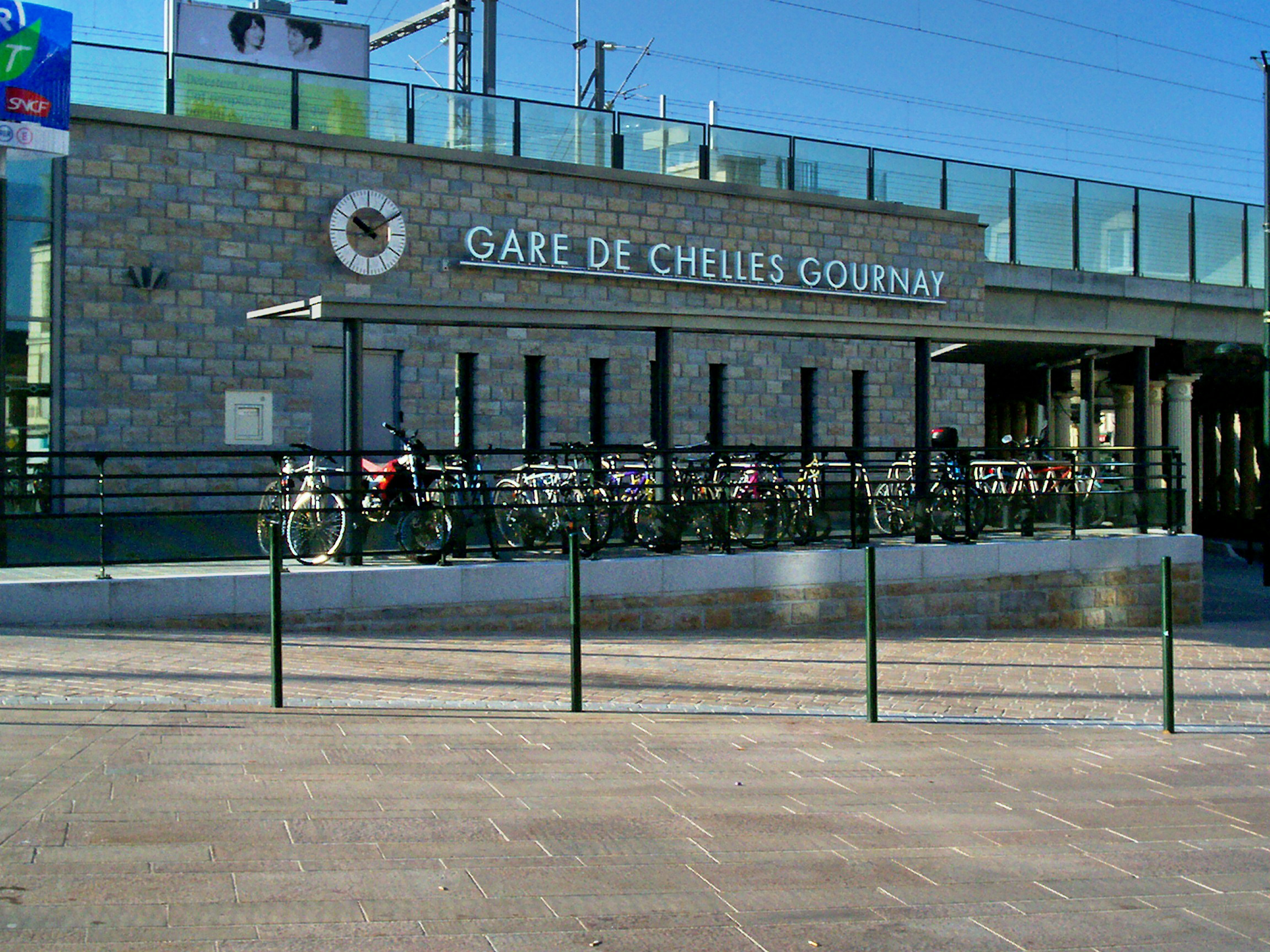
Stanice Chelles - Gournay
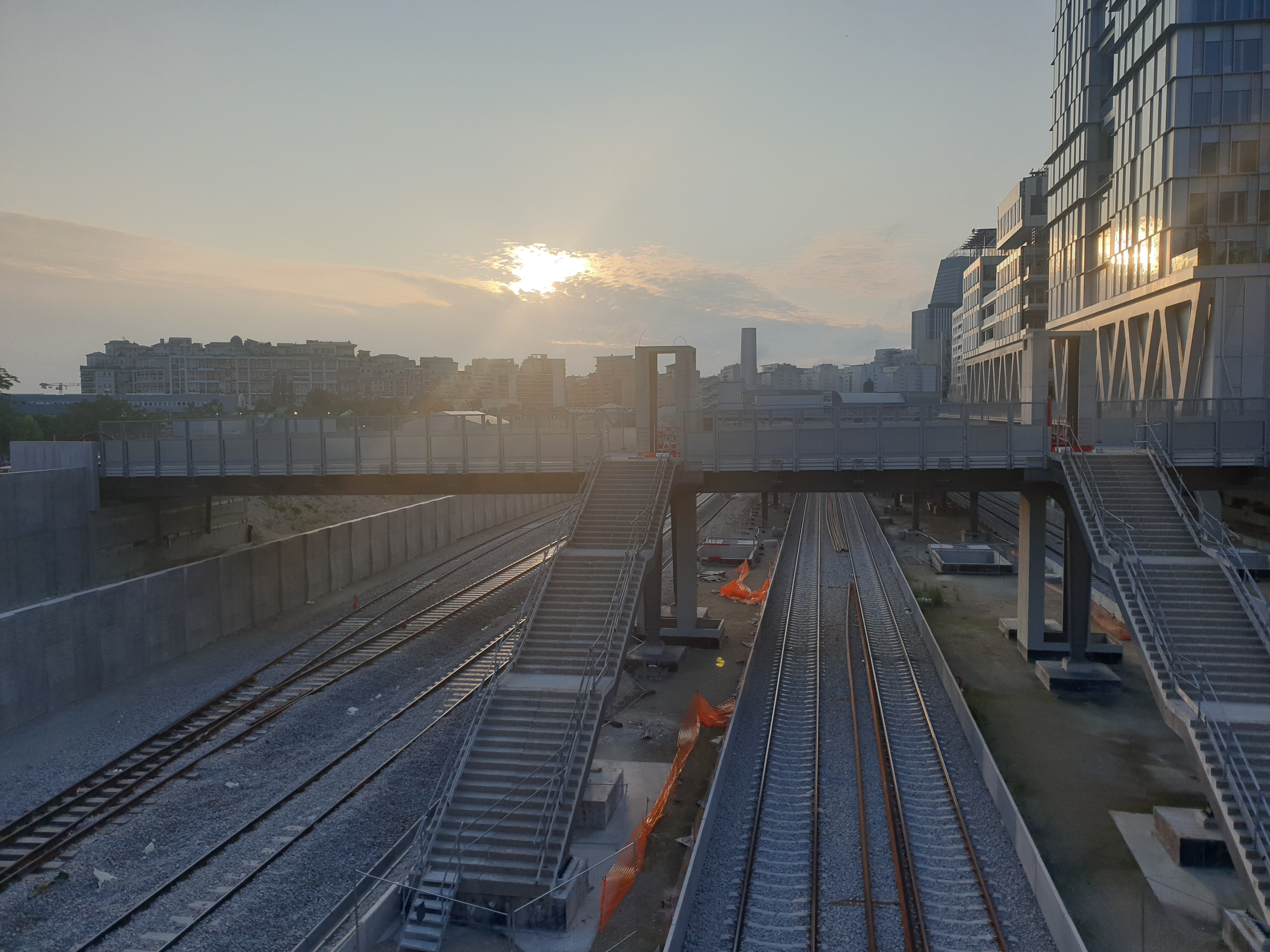
Výstavba stanice Nanterre-La Folie